# Remi Lindholm
Pour les articles homonymes, voir Lindholm.
Remi Lindholm est un fondeur finlandais né le 17 janvier 1998 à Oulu.

## Carrière
Fils des fondeurs Johanna et Glenn Lindholm, il représente le club Imatran Urheilijat et  commence sa carrière officielle lors de l'hiver 2014-2015.
Il obtient sa première sélection en équipe nationale à l'occasion des Jeux olympiques de la jeunesse d'hiver de 2016 , à Lillehammer, où il finit notamment deux fois septième, sur le cross et le dix kilomètres libre. Lindholm doit attendre 2019 pour son premier podium dans une compétition de la FIS avec une deuxième place sur une course populaire à Vuokatti, son lieu de résidence. À l'été 2019, il accepte d'entraîner des fondeurs chinois et découvre ainsi des nouvelles méthodes dans leur pays.
En février 2020, il gagne le trente kilomètres aux Championnats de Finlande junior, puis est appelé à participer aux Championnats du monde des moins de 23 ans, où il est 26e du quinze kilomètres, 30e et 8e du relais.
Pour la saison suivante, il commence la compétition directement en Coupe du monde à Lahti (48e du skiathlon). Il enregistre ensuite une quinzième place au quinze kilomètres aux Championnats du monde espoir à Vuokatti.
En 2021-2022, il est promu dans le groupe pour la Coupe du monde et termine immédiatament dans le top 30 à Ruka, avec comme meilleur placement une vingtième place à la poursuite (15 kilomètres libre). Il est aussi sélectionné pour le Tour de ski, puis les Jeux olympiques d'hiver à Pékin en 2022, obtenant les résultats suivants : 25e du skiathlon, 45e du quinze kilomètres classique et 28e du cinquante kilomètres libre. Lors de ce parcours qui a été exceptionnellement réduit à 30 kilomètres et après 1h16 de course, le pénis de Remi Lindholm a « légèrement » gelé à cause du froid extrême et du vent, obligeant l'athlète a utilisé une bouilloire pour le réchauffer. C'est alors la deuxième fois que cela lui arrive en compétition, la première fois étant lors de la Coupe du monde à Ruka (Finlande) en novembre 2021.

## Palmarès

### Jeux olympiques
| Épreuve / Édition | Sprint | Sprint                           | 15 km                            | 15 km     | Skiathlon 2 × 15 km | 50 km | Relais | Relais    |
| Épreuve / Édition | libre  | classique                        | libre                            | classique | Skiathlon 2 × 15 km | 50 km | Sprint | 4 × 10 km |
| Pékin 2022        | —      | Épreuve inexistante à cette date | Épreuve inexistante à cette date | 45e       | 25e                 | 28e   | —      | —         |

Légende :
- : pas d'épreuve
- — : non disputée par Lindholm

### Coupe du monde
- Meilleur classement général : 125e en 2021.
- Son meilleur résultat individuel est à ce jour est une 20e place.

#### Classements par saison
| Saison    | Classement général final | Classement distance | Classement sprint |
| 2020-2021 | 125e                     | 78e                 |                   |